# Lotnicze Warsztaty Doświadczalne
Lotnicze Warsztaty Doświadczalne (LWD) (1945–1950) – pierwsze powojenne biuro i wytwórnia konstrukcji lotniczych powstałe w Lublinie, a po kilku miesiącach przeniesione do Łodzi, gdzie funkcjonowały do końca swego istnienia. Odegrało fundamentalną rolę w reaktywacji polskiej myśli lotniczej po II wojnie światowej. Ich powstanie i działalność jest nierozerwalnie związane z postacią inż. Tadeusza Sołtyka. 

## Historia

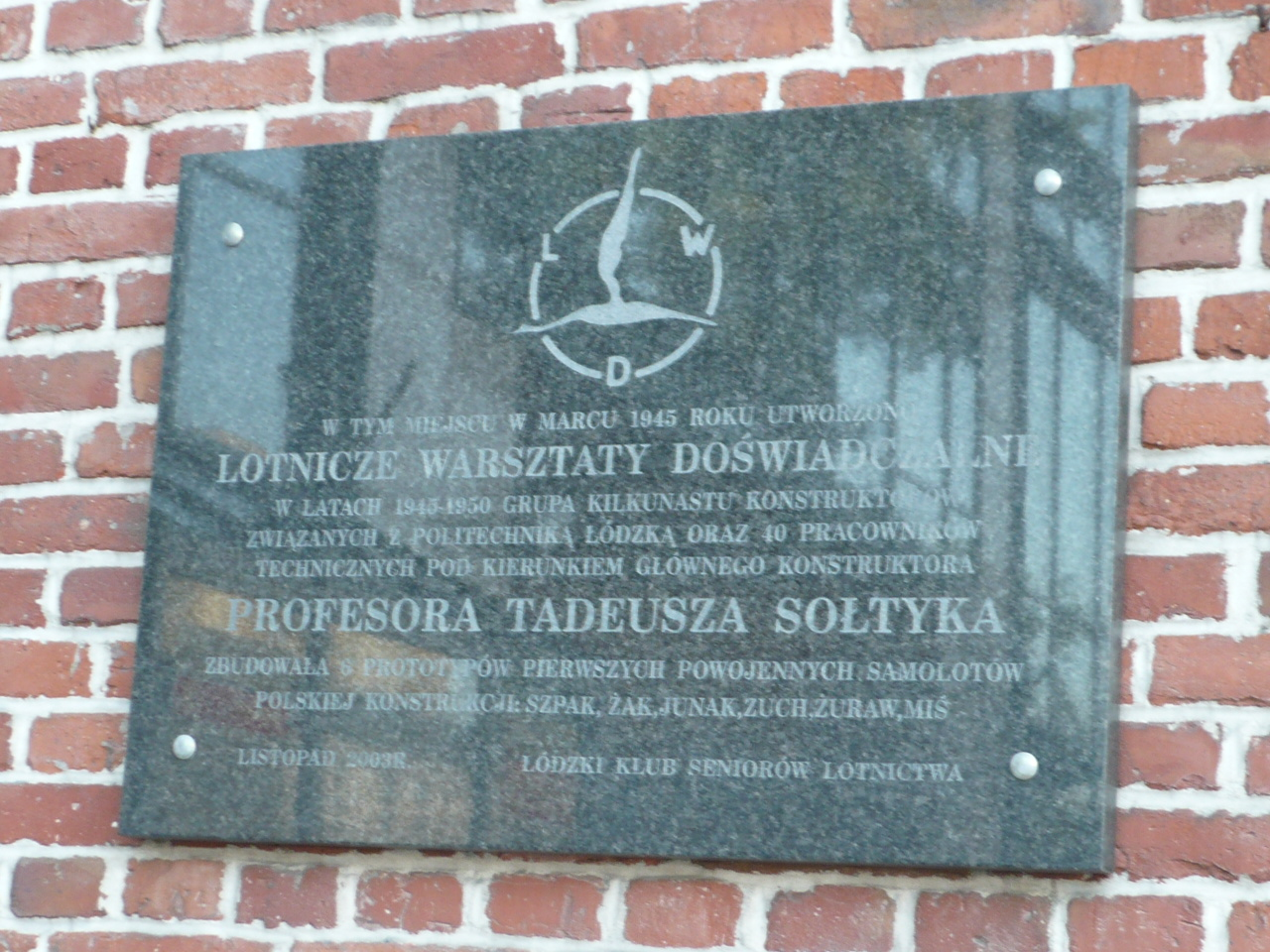
Łódź, ul. S. Kopcińskiego 56. Tablica pamiątkowa w miejscu funkcjonowania LWD i pracy inż. Tadeusza Sołtyka; odsłonięta w 2008 r.

Lotnicze Warsztaty Doświadczalne formalnie powstały w Lublinie w 1945 r., gdzie skupiły przebywających tam, ocalałych po wojnie i okupacji inżynierów i techników przedwojennych Polskich Zakładów Lotniczych. Około połowy 1945 r. warsztaty zostały przeniesione do Łodzi, do hal znajdujących się w okolicy obecnej ul. S. Kopcińskiego. W tym czasie ich dyrektorem był inż. Józef Sułkowski.  
W Łodzi szefem biura konstrukcyjnego został inż. Tadeusz Sołtyk, który w 1946 r. został mianowany dyrektorem LWD. Ze względu na podstawowy zespół inżynierski, w tym osobę inż. T. Sołtyka, po II wojnie światowej LWD stały się pierwszym kontynuatorem działalności przedwojennych Państwowych Zakładów Lotniczych.

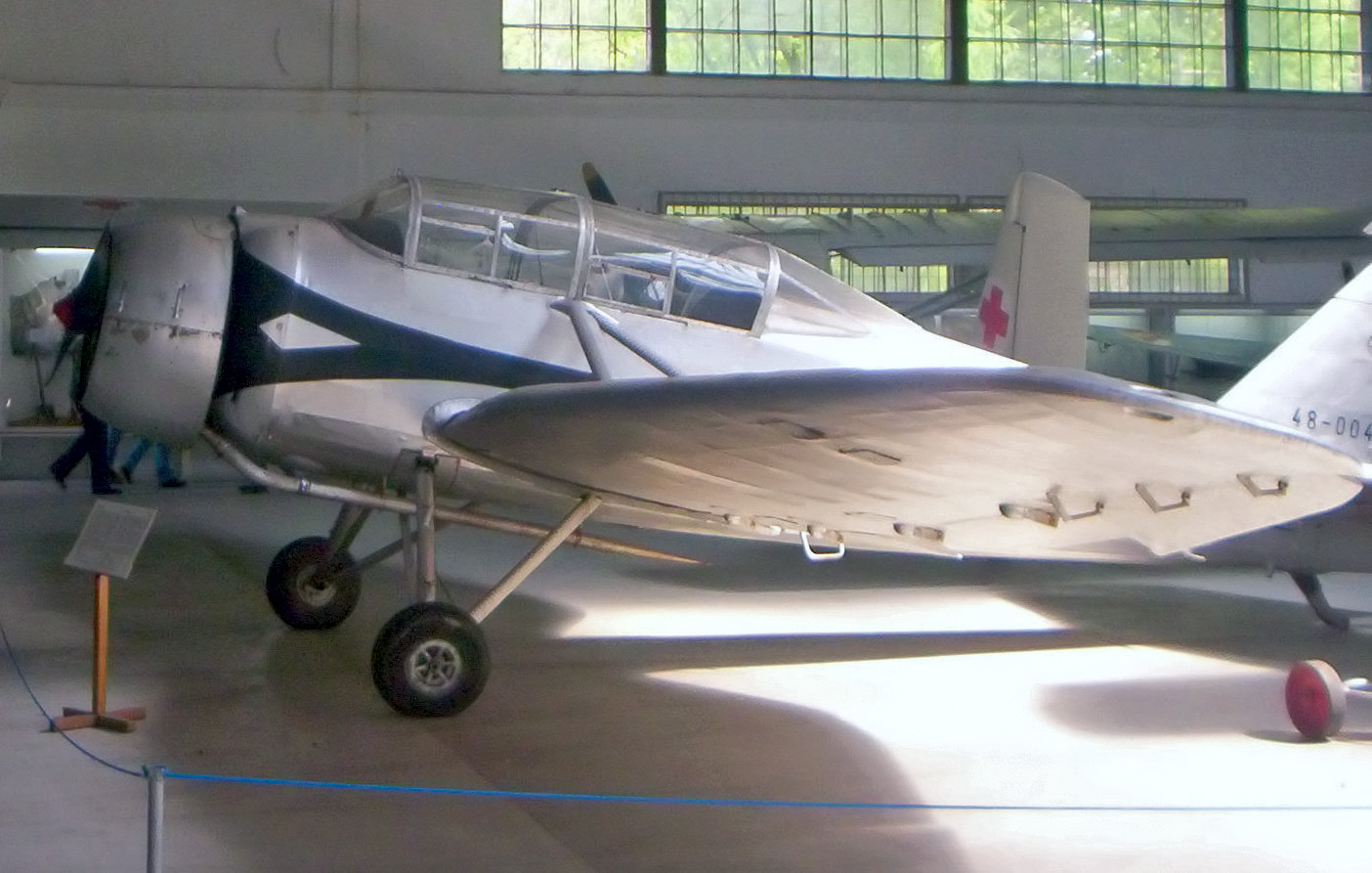
LWD Szpak; SP-AAG; w Muzeum Lotnictwa Polskiego w Krakowie

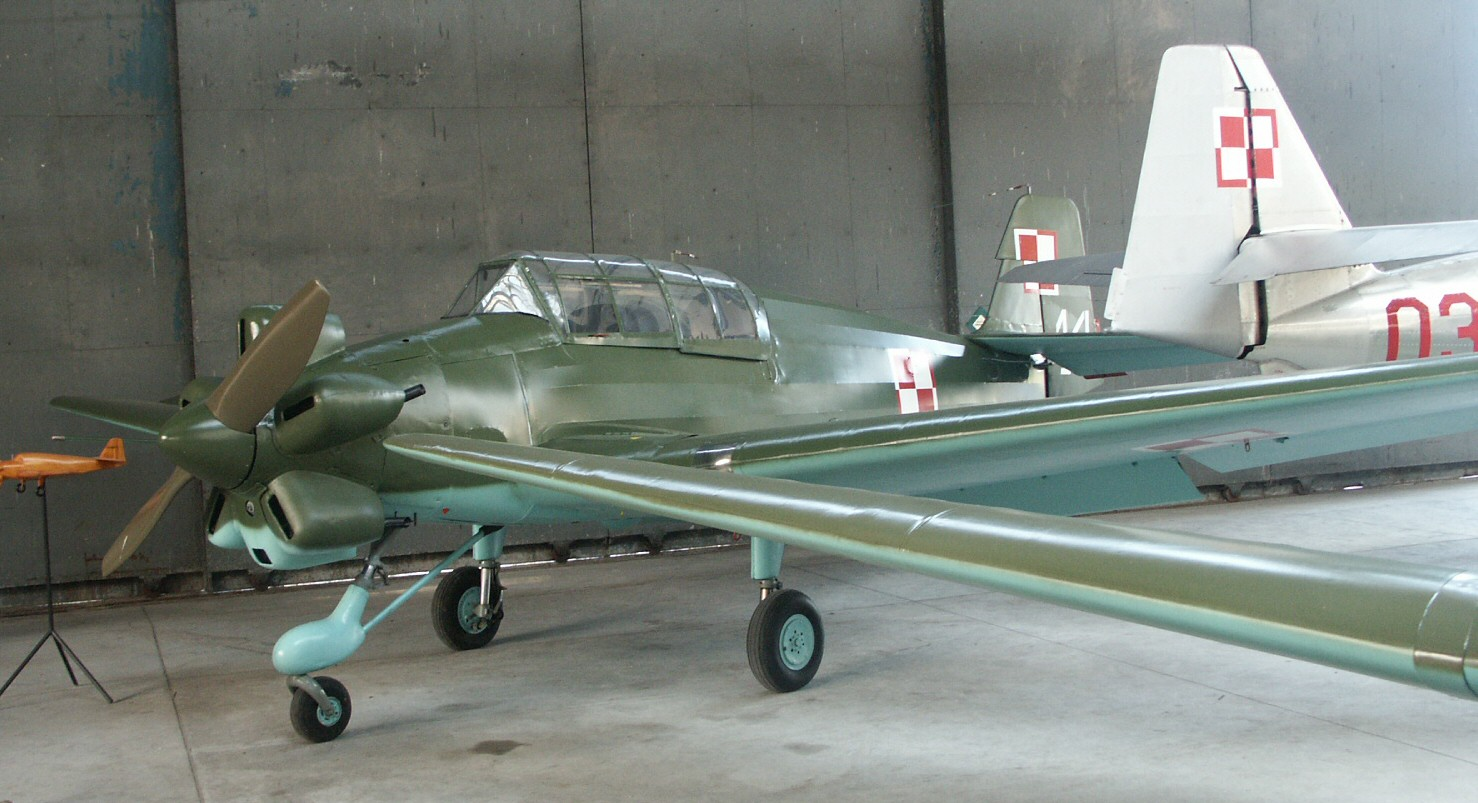
LWD Junak, SP-AAX; w Muzeum Lotnictwa Polskiego w Krakowie

Tu zaprojektowano pierwsze powojenne polskie samoloty: dyspozycyjny LWD Szpak i aeroklubowy LWD Żak. Oba powstały w Łodzi, w krótkich seriach. Ponoć zamówienie na ten pierwszy samolot ze strony wysłannika szefa sztabu Dowództwa Lotnictwa Wojska Polskiego, gen. Aleksandra Romeyki brzmiało: „samolot który byłby lepszy od dotychczasowych”, na co inż. Sołtyk miał odpowiedzieć równie krótko: „dobrze” i tak powstał „Szpak”.
Pierwszy oficjalny oblot samolotu (absolutnie pierwszy w październiku, ale podczas tego lotu i lądowania złamało się podwozie) zaprojektowanego i wykonanego w LWD – Szpak-2 – miał miejsce 6 listopada 1945 r. na lotnisku Lublinek, wykonany przez por. pil. Antoniego Szymańskiego.

## Samoloty wyprodukowane przez LWD
- LWD Szpak
- LWD Żak
- LWD Junak
- LWD Zuch
- LWD Miś
- LWD Żuraw